# HD 82734
HD 82734，又名BD-20 2936，SAO 177642、HR 3808，是一颗恒星，视星等为5.01，位于銀經252.97，銀緯21.98，其B1900.0坐标为赤經9h 28m 36.1s，赤緯-20° 21.98′ 23″。